# 李秉仁 (正德進士)
李秉仁（1482年—？年），字元夫，四川順慶府西充縣人，明朝政治人物。

## 生平
丙子四川鄉試第二十三名舉人，年三十六歲中式正德十二年（1517年）丁丑科會試第三百四十九名，第三甲第一百三十二名進士。兵部观政，授湖广浏阳县知县，升安陆州知州，擢户部员外郎，卒。

## 家族
曾祖李馬繼，祖李朝，父李潔，母侯氏。重庆下。弟李顯仁。